# Nahtpaaton
Nahtpaaton (nḫt-p3-ỉtn; „Aton erős”) vagy Naht ("erős") ókori egyiptomi vezír volt a XVIII. dinasztia idején, Ehnaton fáraó uralkodása alatt. Ahet-Aton városában lakott, ahol a déli lakónegyedben álló házát feltárták, a nemesi sziklasírok közt a déli sírok közé tartozó EA12-es jelű volt az övé.
Címei, melyeket házából és sírjából ismerünk: Örökös herceg, nemesember (iri-pat), pecséthordozó, a város felügyelője, vezír, Ahet-Aton építkezési munkálatainak felügyelője.

## Élete
Úgy tűnik, Ramosze vezírt követte hivatalában, aki egészen a királyi udvar Thébából Ahet-Atonba költözéséig tölthette be a vezíri pozíciót. A fáraó 4.-5. uralkodási évében már Nahtpaaton volt a vezír.
Valószínűleg őt ábrázolják Mahu rendőrfőnök sírjában, abban a jelenetben, ahol Mahu egy vezírrel és egy Hekanefer nevű, alacsonyabb rangú hivatalnokkal találkozik munkája során. Mahu három személyt vezet a vezír elé, kettejük szakállat visel. Ezt a három embert valószínűleg azzal vádolták, hogy engedély nélkül haladtak át a várost körülvevő sivatagos területen.

## Háza
Nahtpaaton a főváros déli részén élt, házát megtalálták a régészek. Az épület távol állt a palotától, ahová Nahtpaatonnak naponta be kellett járnia. A nagyméretű villa fogadótermekből, hálószobákból, irodákból, fürdőszobából, illemhelyből állt.
A házat részletesen leírta többek között Leonard Woolley 1922-ben. A bejárati lépcső kisméretű helyiségekhez vezetett, ezeken túl egy nagyobb, fedett, oldalt a ház belseje felé nyitott terem (loggia) nyílt. A falakat fehérre meszelték, és színes festéssel díszítették. A mennyezet sötétkék volt. Az épület közepén álló oszlopos csarnok volt a ház fő fogadóhelyisége. Ez körülbelül 8×8 méteres volt, egyik oldalán egy téglából épült emelvény majdnem a fal teljes hosszán végighúzódott. A helyiség a magas mennyezet alatti ablakokból kapott fényt. A fogadóhelyiségből újabb loggia nyílt, egyik oldalán nagy ablakokkal; ezt lehetséges, hogy télen használták, amikor a nap felmelegítette. Ezt a helyiséget az Aton kártusait imádó Ehnaton ábrázolása díszítette. Egy falfülkében Naht címei és a Nagy Aton-himnusz szövege szerepel.
A fő csarnokból újabb fogadószoba nyílik. Ez privátabb jellegű hely volt, mint a fentebbi nagy fogadócsarnok. A közelben voltak Nahtpaaton és felesége hálószobái, ezek közelében fürdőszobaként és illemhelyként hasznáélt helyiségek. A fürdőben lépcsők voltak, hogy a szolgák vizet önthessenek a fürdőzőre.

## Sírja
A 12. számú sziklasírnak csak homlokzata és bejárata készült el. A központi helyiségben látszik, hogy megkezdték három oszlop kialakítását, de az építkezés ennél tovább nem haladt.

## Fordítás
- Ez a szócikk részben vagy egészben  a   Nakhtpaaten című angol Wikipédia-szócikk ezen változatának fordításán alapul.  Az eredeti cikk szerkesztőit annak laptörténete sorolja fel. Ez a jelzés csupán a megfogalmazás eredetét és a szerzői jogokat jelzi, nem szolgál a cikkben szereplő információk forrásmegjelöléseként.

## Külső hivatkozások
- Nahtpaaton házának alaprajza és rekonstruált képe Archiválva 2019. március 26-i dátummal a Wayback Machine-ben